# Nguyễn Hữu Huy
Nguyễn Hữu Huy (1942 – 2013) là một võ sĩ judo và nguyên huấn luyện viên trưởng đội tuyển judo quốc gia Việt Nam. Ông là một trong những đai đen đầu tiên của judo Việt Nam. Khi còn là võ sĩ từ năm 1962 đến năm 1973, ông là nhà vô địch ở nhiều hạng cân từ bán nặng, nặng và cả hạng không kể ký. Đến sau ngày 30 tháng 4 năm 1975, ông đã góp công lớn giúp judo Việt Nam hòa nhập đấu trường quốc tế.
Ông từng giữ chức Phó chủ tịch Liên đoàn Judo Việt Nam. Trên cương vị này, ông đã đào tạo cho một loạt tài năng judo Việt Nam như Cao Ngọc Phương Trinh, Quốc Trung, Kim Vui…

## Sự nghiệp
Nguyễn Hữu Huy từ nhỏ tham gia nhiều môn bóng bàn, bơi lội, bóng đá sau đó đã chơi Nhu Đạo từ năm 17 tuổi vào năm 1959. Từ năm 1962 đến năm 1973, ông là nhà vô địch ở nhiều hạng cân từ bán nặng, nặng và cả hạng không kể ký.
Sau ngày 30 tháng 4 năm 1975, ông từ chối ra nước ngoài định cư và ở lại trong nước giúp judo Việt Nam hòa nhập lại với đấu trường khu vực và giữ chức Phó Chủ tịch chuyên môn của Liên đoàn Nhu đạo Việt Nam.
Năm 1990, ông được bổ nhiệm làm Huấn luyện viên trưởng đội tuyển Nhu đạo Việt Nam. Năm 1991 tại SEA Games 16 - Philippines, ông huấn luyện cho Cao Ngọc Phương Trinh đoạt Huy chương vàng đầu tiên cho Nhu đạo Việt Nam ở hạng cân dưới 48 kg và cô này liên tiếp tục đem về Huy chương ở hai kỳ SEA Games sau đó. Tại SEA Games 19, ông huấn luyện cho Nguyễn Kim Vui đoạt Huy chương vàng ở SEA Games 19 để giúp Nhu đạo Việt Nam thống trị hạng cân 48 kg nữ suốt 4 kỳ SEA Games liên tiếp.

## Thành tích
Ông đã dẫn dắn các tuyển thủ đạt 20 Huy chương vàng từ các giải đấu trong gần mười năm ông dẫn dắt đội tuyển. Ông Nguyễn Hữu Huy đã vinh dự được trao tặng Huân chương Lao động hạng Ba.

## Qua đời
Trưa ngày 17 tháng 6 năm 2013, ông qua đời tại Bệnh viện tim Quận 10, Thành phố Hồ Chí Minh vì đột quỵ vào buổi sáng cùng ngày thọ 71 tuổi. Sáng hôm đó ông cùng gia đình đi ăn sáng bên ngoài và thấy mệt rồi ngất đi. Gia đình đưa ông đi cấp cứu tại bệnh viện tim nhưng ông đã qua đời. Theo gia đình thì trước đó vài ngày, võ sư Hữu Huy đã cảm thấy mệt và mất ngủ và ông từng có một thời gian dài chịu đựng bệnh tim và bệnh gan.